# Amt Eldenburg

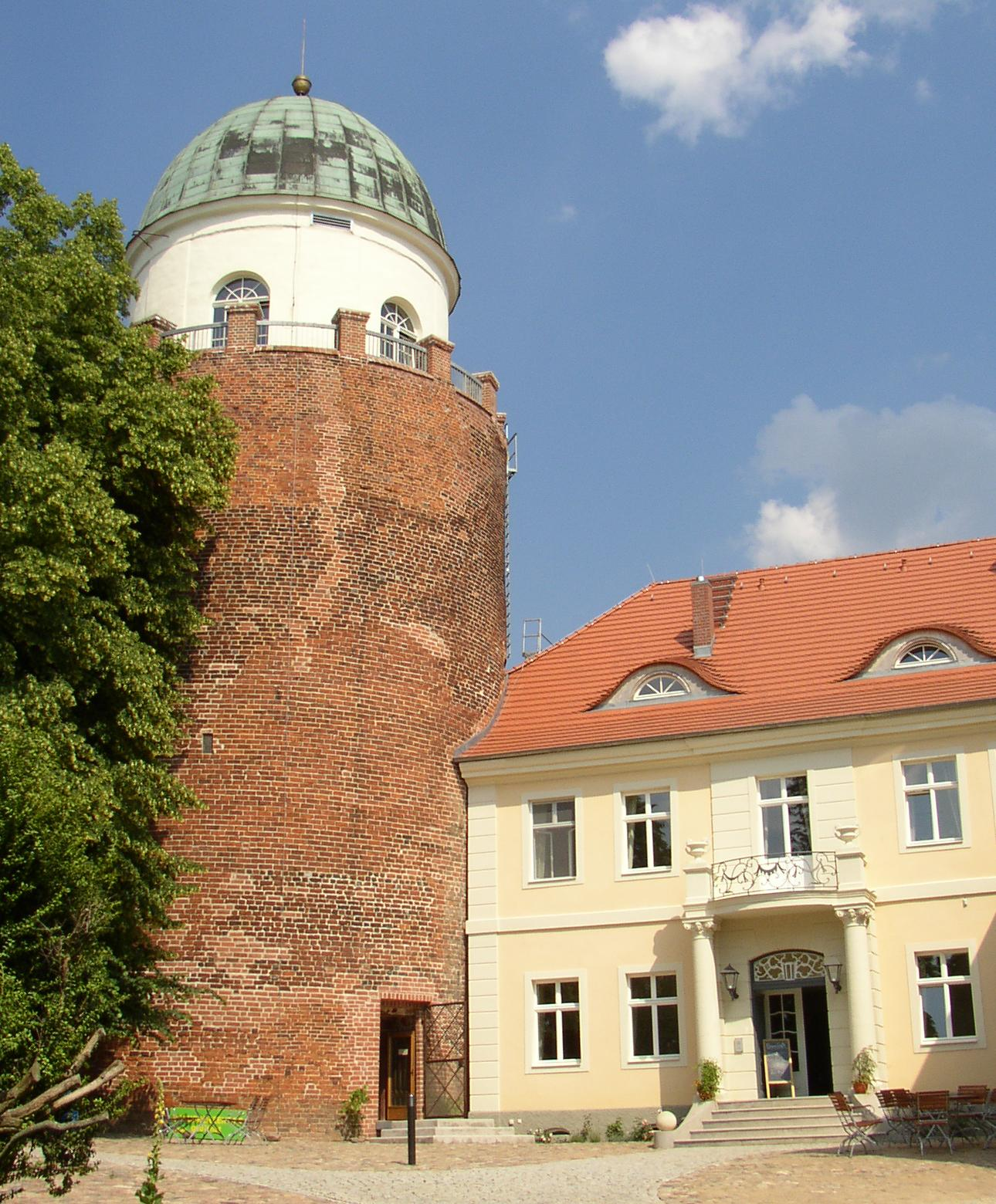
Burg Lenzen. Bergfried der alten Burg. Daneben das Amtshaus

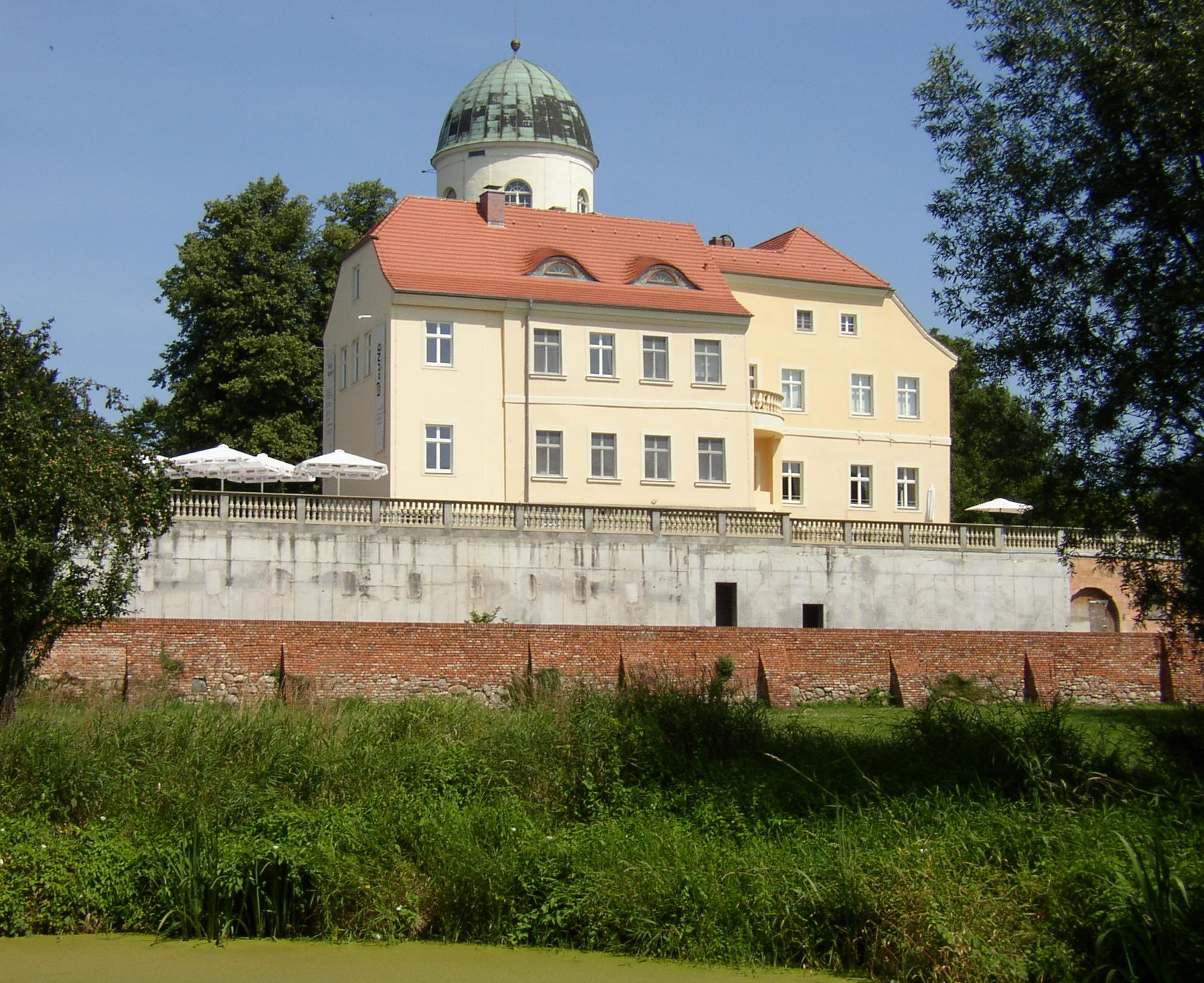
Burg Lenzen. Amtshaus (1724–27 errichtet)

Das Amt Eldenburg (bis 1769 Amt Lenzen) war ein königlich-preußisches Domänenamt, mit dem Amtssitz in Eldenburg, heute ein Ortsteil der Stadt Lenzen (Elbe) (Landkreis Prignitz, Brandenburg). Das Amt entstand aus dem älteren Amt Lenzen, dem 1719 die vom Kurfürsten eingezogenen Güter der Familie Quitzow um Eldenburg (Herrschaft Eldenburg) beigelegt worden waren. 1769 wurde der Amtssitz von der Burg Lenzen auf die Burg Eldenburg verlegt und das Amt in Amt Eldenburg umbenannt.

## Lage
Das Amt Eldenburg lag im westlichen Teil des heutigen Landkreises Prignitz, Teile des ehemaligen Amtes gehören heute auch zum Landkreis Ludwigslust-Parchim. Es zog sich von der Elbe bis in das heutige Mecklenburg hinein.

## Geschichte
Der brandenburgische Markgraf Albrecht II. verlieh 1219 das Land Lenzen (terra Lenzen) mit der Burg an den Grafen Heinrich von Schwerin. Wann Lenzen bzw. das Land Lenzen an die Mark Brandenburg gekommen ist, ist mangels Urkunden nicht zu klären. Unter dem Grafen Heinrich von Schwerin entstand die Stadt Lenzen, zumindest erhielt die Siedlung bei der Burg unter diesem Herrn um 1220 das Salzwedeler Stadtrecht. 1237 gehörte Lenzen den Grafen von Dannenberg, 1252 war sie wieder im Besitz der brandenburgischen Markgrafen Johann I. und Otto III. Danach war Burg, Stadt und Land Lenzen oft verpfändet. Ab 1484 ließ der brandenburgische Kurfürst Albrecht Achilles das Land Lenzen von einem Amtmann verwalten; das Amt Lenzen war damit entstanden. Allerdings wurde das Amt auch im folgenden Jahrhundert immer wieder verpfändet oder verliehen, so 1507 von Kurfürst Joachim I. und Markgraf Albrecht an Achim von der Schulenburg. Vermutlich umfasste das Amt Lenzen nur noch einen kleineren Teil der ursprünglichen terra Lenzen.
1719 fiel die kleine, im Besitz der Quitzow-Familie befindliche Adelsherrschaft Eldenburg an den Kurfürsten zurück. Er ließ sie nun vom Amt Lenzen verwalten. 1769 wurde sogar der Amtssitz auf die Burg Eldenburg verlegt und das Amt in Amt Eldenburg umbenannt. 1818 wird das Amt Eldenburg im Handbuch über den königlich preussischen Hof und Staat (für 1818) als Rentamt Eldenburg und Lenzen bezeichnet. Im Ortschaftsverzeichnis des Bezirks Potsdam von 1841 erscheint das Amt dagegen wieder unter dem alten Namen, Amt Lenzen. Ab 1854 wird es im Königlich Preussische[n] Staats-Kalender für das Jahr 1854 nur noch als Domänen-Polizeiamt Eldenburg-Lenzen bezeichnet. Ab dem Staatskalender von 1858 wird das Domänen-Polizeiamt wieder als Amt Lenzen aufgeführt. 1874 wurde das Amt aufgelöst.

## Zugehörige Orte
(um 1800)
- Bäckern (Dorf) (heute ein Gemeindeteil der Stadt Lenzen). Das Dorf gehörte bereits vor 1315 zur Burg Lenzen bzw. später zum Amt Lenzen
- Birkholz (auch Berkholz, Erbpachtvorwerk) (Gemeindeteil von Karstädt).  Birkholz kam mit der Herrschaft Eldenburg zum Amt Eldenburg. Um 1800 war es an den im Ort ansässigen Erbpächter Kaphengst vererbpachtet.
- Boberow (Dorf) (heute ein Ortsteil von Karstädt). Das Dorf war nur in Teilbesitz des Amtes. Dieser Teil kam über die Herrschaft Eldenburg an das Amt.
- Bochin (Dorf und Gut) (Ortsteil von Steesow, Landkreis Ludwigslust-Parchim). Das Dorf gehörte um 1800 zum größten Teil zum Fideikommiss der Familie v. Wenckstern. Lediglich ein Kossät gehörte zum Amt. Dieser Besitztitel kam über die Herrschaft Eldenburg an das Amt.
- Breetz (Dorf) (heute ein Gemeindeteil der Stadt Lenzen). Das Dorf gehört zum ursprünglichen Besitz des Amtes Lenzen.
- Eldenburg (Kolonie und Amtssitzvorwerk) (heute ein Gemeindeteil der Stadt Lenzen). 1812 wurde das Gut Eldenburg an den Hofmarschall Georg von Wangenheim in Hannover verkauft.
- Alt-Eldenburg (Neu-Eldenburg, Kolonie) (heute ein Wohnplatz der Stadt Lenzen). Wurde 1776 als Büdner Etablissement auf Amtsgebiet errichtet.
- Ferbitz (Verbitz, Dorf) (heute ein Gemeindeteil der Gemeinde Lanz). Die Rechte und Abgaben im Dorf war in drei Teile aufgeteilt. Der Amtsteil (8 Bauern, 2 Büdner) kam über die Herrschaft Eldenburg zum Amt.
- Gandow (Dorf) (heute ein Gemeindeteil der Stadt Lenzen). Kam mit der Herrschaft Eldenburg zum Amt.
- Garlin (Dorf) (Ortsteil von Karstädt). Die Rechte waren sehr zersplittert, um 1800 existierten 4 Besitzanteile. Der kleine Besitzanteil des Amtes (1 Hüfner, 1 Kossäten) kamen über die Herrschaft Eldenburg zum Amt.
- Körbitz (Fischerdorf nahe bei Lenzen) (heute in Lenzen aufgegangen, lag östlich das Stadtkerns, nördlich der Burg, südwestlich und östlich des Rudower Seekanals, etwa Berliner Straße/Berliner Vorstadt). Gehörte zum ursprünglichen Besitz des Amtes Lenzen.
- Lanz (Lantz) (Dorf) (heute ein Gemeindeteil der (Groß-)Gemeinde Lanz). Die Rechte im Dorf waren sehr zersplittert. Ein größerer Besitzanteil (½ Gericht, Schulze, 7 Hüfner) kam über die Herrschaft Eldenburg an das Amt.
- Mellen (Dorf und Gut) (heute ein Gemeindeteil der Stadt Lenzen). Der Besitz im Dorf war sehr zersplittert. Ein sehr kleiner Anteil (1 Halbhüfner) kam über die Herrschaft Eldenburg zum Amt.
- Milow (Dorf) (Gemeinde im Landkreis Ludwigslust-Parchim). Der Amtsanteil (¼ Gericht, 2 Hüfner, 1 Kossät) des zersplitterten Besitzes kam über die Herrschaft Eldenburg zum Amt.
- Mödlich (Dorf) (heute ein Gemeindeteil der Gemeinde Lenzerwische). Der größte Teil des Dorfes (21 Höfe) gehörte ursprünglich zum Amt Lenzen. Ein kleinerer Teil (4 Höfe) gehörte von 1544 bis Anfang des 18. Jahrhunderts dem Rat der Stadt Lenzen, bevor er zum Amt kam. Weitere 4 Höfe kamen über die Herrschaft Eldenburg dazu. Damit verblieb um 1800 nur ein kleinerer Teil in Adelsbesitz (Geheimer Oberrechnungsrat Graf Alexander Heinrich Hartwig Graf von der Schulenburg (1770–1844 in Kietz))
- Moor (Mohr) (heute ein Gemeindeteil der Stadt Lenzen). War Bestandteil der Herrschaft Eldenburg.
- Reckenzin (Dorf) (heute Ortsteil von Karstädt). Um 1800 war das Dorf in 7 Besitzanteile aufgeteilt. Der Besitzanteil des Amtes (4 Dreihüfner und 1 Kossät mit einer halben Hufe) kamen über die Herrschaft Eldenburg zum Amt.
- Rudow (heute ein Wohnplatz der Stadt Lenzen). Das Dorf war zwischen 1429 und 1496 wüst gefallen. Das Amt Lenzen besaß die eine Hälfte der wüsten Feldmark, die andere Hälfte gehörte zur Herrschaft Eldenburg. Die Feldmark kam 1816 an die Kämmerei Lenzen.
- Seedorf (Dorf) (heute ein Gemeindeteil der Stadt Lenzen). Das Dorf war im Vollbesitz des Amtes und war über die Herrschaft Eldenburg im Amtsbesitz gekommen.
- Lenzersilge (Sillge) (heute ein Gemeindeteil von Karstädt). 1775 als Jägerhaus auf Amtsgebiet angelegt. 1783/4 wurde eine Kolonie etabliert. 1816 hatte aber auch die Kämmerei in Lenzen noch gewisse Rechte.
- Steesow (Erbpachtvorwerk und Kolonie) (heute Gemeinde im Landkreis Ludwigslust-Parchim). Das Dorf gehörte zum Amt, das Vorwerk war 1766 in Erbpacht gegeben worden (1817: Erbpächter Oberamtmann Meyer)
- Sterbitz (heute ein Wohnplatz der Stadt Lenzen). Das Dorf fiel im Spätmittelalter wüst. Die Feldmark gelangte mit der Herrschaft Eldenburg an das Amt. Auf der Feldmark wurde ein Vorwerk angesiedelt, 1764 eine Kolonie gegründet. Das Dorf kam 1816 an die Kämmerei Lenzen.
- Zuggelrade (Dorf) (Ortsteil von Steesow, Landkreis Ludwigslust-Parchim). Gehörte ursprünglich zur Herrschaft Eldenburg.

## Amtleute
- 1510 Achim von der Schulenburg[7]
- 1517 Achim von Bredow[8]
- 1527 Hans Schenck, churfürstlicher Amtmann[9]
- 1540/1 Henning v. Quitzow
- 1547 Dietrich v. Quitzow
- 1570 Carl v. Bardeleben
- 1649 Luise Henriette von Oranien
- 1651–1676 Aernoult Gijsels van Lier
- 1775 Thomas Joachim Monich, Beamter[10]
- 1798 Meyer, Oberamtmann[11]
- 1804 Meyer, Oberamtmann[12]
- 1818 Meyer, Rentbeamter[2]
- 1821 Schrötter, Bürgermeister zu Lenzen, Rentbeamter[13]
- 1824 Schrötter, Bürgermeister zu Lenzen, Rentbeamter[14]
- 1832 Schrötter, Bürgermeister zu Lenzen, Rentbeamter[15]
- 1839 Schrötter, Bürgermeister zu Lenzen, Rentbeamter[16]
- 1848 Schrötter, Bürgermeister zu Lenzen, Rentbeamter[17]
- 1851 Schulenburg in Lenzen (ad interim)[18]
- 1852 Schulenburg in Lenzen (ad interim)[19]
- 1854 Schreckhaase (ad interim)[4]
- 1855 Schreckhaase (ad interim)[20]
- 1856 vacat[21]
- 1858 Berner[5]
- 1859 Berner[22]
- 1861 Richter[23]
- 1865 Richter (ad interim)[24]
- 1868 Kreitz[25]

## Belege